# يوهان تورام أوليان
يوهان تورام أوليان (بالفرنسية: Yohann Thuram)‏ (مواليد 31 أكتوبر 1988 في كوركورونس - فرنسا) لاعب كرة قدم فرنسي في مركز حارس مرمى. يلعب حاليا لصالح نادي الدرجة الثانية لومان. لعب سابقا مع موناكو الفرنسي منذ 2003.

## وصلات خارجية
- يوهان تورام أوليان على موقع رابطة كرة القدم الفرنسية للمحترفين (الإنجليزية)
- يوهان تورام أوليان على موقع قاعدة بيانات كرة القدم.إي يو (الإنجليزية)
- يوهان تورام أوليان على موقع ليكيب (الفرنسية)
- يوهان تورام أوليان على موقع ناشيونال فوتبول تيمز (الإنجليزية)
- يوهان تورام أوليان على موقع Soccerway.com (الإنجليزية)
- يوهان تورام أوليان على موقع AS.com (الإسبانية)